# Viktor Kalivoda
Viktor Kalivoda (* 11. September 1977 in Slaný; † 26. September 2010 in Valdice), Forest Killer, war ein tschechischer Amokläufer.

## Leben
Kalivoda wurde im böhmischen Slaný geboren, wo er das örtliche Gymnasium besuchte und sich in Mathematik und Physik auszeichnete. Seine Klassenkameraden beschrieben ihn als stillen, introvertierten Einzelgänger.
Im Jahr 1996 legte er sein Abitur ab. Anschließend studierte er an der Fakultät für Informatik der Masaryk-Universität in Brünn und an der Pädagogischen Fakultät der Südböhmischen Universität in Budweis, bevor er als Polizist im Prager Stadtteil 6 arbeitete. Er unternahm mehrere Selbstmordversuche, einmal wollte er sich sogar von der Talbrücke Nuselský most stürzen.
Im Jahr 2004 trat er in der 333. und 334. Folge der tschechischen Version von Wer wird Millionär? auf, wo er 320.000 Tschechische Kronen gewann. Er schied aus, nachdem er den Namen des Vaters der Gebrüder Čapek falsch erraten hatte.
Zwei Tage nach seinem 28. Geburtstag beschloss er, Menschen zu töten. Am 13. Oktober 2005 erschoss er ein älteres Ehepaar im Wald bei Nedvědice mit einem Schuss in Brust und Kopf. Drei Tage später, am 16. Oktober, schoss er auf einen Mann aus Malíkovice, der mit seinem Hund spazieren ging.
Am 20. Oktober wurde er aufgrund von Zeugenaussagen in Slaný vor dem Plattenhaus in der Vikova 272, in dem er wohnte, festgenommen. In der Wohnung wurde eine Glock 34 gefunden.
Der Prozess begann im Jahr 2006. Kalivoda hat sein Motiv während der Verhandlung nicht zugegeben, sagte aber, dass er vor dem Dreifachmord die Metro Prag, insbesondere die Linie C, in die Luft jagen wollte. Mehrmals habe er eine Pistole mit einer Zeitung in der Metro versteckt, aber nicht den Mut gefunden, es zu tun.
Er hat keine Reue für seine Taten gezeigt. Am 27. Juni 2006 wurde er zu einer lebenslangen Freiheitsstrafe verurteilt; die Möglichkeit einer Resozialisierung war nach Ansicht von Psychologen gleich null.
In Gefängnisbriefen gab er zu, von der Massenmörderin Olga Hepnarová inspiriert worden zu sein.
Am 26. September 2010 nahm sich Kalivoda im Gefängnis von Valdice das Leben, indem er sich die Adern aufschnitt.